# Impasse du Moulin-Vert
L'impasse du Moulin-Vert est une voie située dans le quartier du Petit-Montrouge du 14e arrondissement de Paris.

## Situation et accès
L'impasse du Moulin-Vert est desservie par la ligne 4 à la station Alésia.

## Origine du nom
Elle porte le nom d'un ancien moulin sur l'emplacement duquel avait été établie une guinguette peinte en vert en raison de sa proximité avec la rue du même nom.

## Historique
Cette impasse, ouverte au XIXe siècle sous le nom de « cité Chauvelot » au Petit-Montrouge, territoire de la commune de Montrouge prend après l'annexion du Petit-Montrouge par Paris sa dénomination actuelle par arrêté du 1er février 1877.

## Bâtiments remarquables et lieux de mémoire
- Au no 25, où il habite alors, l'acteur Patrick Dewaere se donne la mort, le 16 juillet 1982.